# 風車のある街
『風車のある街』（ふうしゃのあるまち）は、1966年の日本の映画。製作・配給は日活。吉永小百合・浜田光夫主演で、オランダロケを行ったロマンス大作。6月25日封切、カラー。

## あらすじ
三浦まり子は、大好きなおばあちゃんと長崎旅行の途中列車内で石倉という不思議な男と知り合う。まり子は大学の保育科を出て保母になるが、夏川という堅実な仕事の恋人と、結婚を前提としてつきあうことになる。だが石倉が再度現れ、オランダのデルフト工科大学で干拓を学んで東京湾を干拓したいと言う。まり子の論文が西ドイツのミュンヘンで開かれる保育学会で採用され、保育学会に出席したまり子はオランダへ足を伸ばして石倉と再会する。だが夏川も仕事でベルギーのブリュッセルへ行っており、まり子に会いに来る。自分が孤児院育ちだと打ち明けた石倉とまり子の間に愛の確認がなされるが、帰宅すると夏川が来ていて、石倉は怒って帰ってしまう。

## スタッフ
- 企画 - 園田郁毅
- 監督 - 森永健次郎
- 助監督 - 飯塚二郎
- 脚本 - 棚田吾郎 鍛治昇
- 撮影 - 松橋梅夫
- 音楽 - 崎出伍一
- 美術 - 西亥一郎
- 協賛 - KLMオランダ航空、オランダ国立旅行協会、森永乳業

## キャスト
- 三浦まり子  - 吉永小百合
- 石倉力三 - 浜田光夫
- 夏川和彦 - 平田大三郎
- 平野ふき子 - 芦川いづみ
- おぱあちゃん - 北林谷栄
- 三浦清 - 鈴木瑞穂
- 三浦たか子  - 新井麗子
- 三浦昇 - 田村清臣
- 夏川貞代 - 堺美紀子
- 秋山先生 - 佐々木景子
- 小森 - 林泰江
- 食料店員 - 桂小かん